# Blanický mlýn
Blanický Mlýn (německy Flanitz-Mühle) je bývalý mlýn na řece Blanici mezi Blažejovicemi a Cudrovicemi, v nadmořské výšce 745 m. Pod mlýnem řeka vtéká do kaňonovitého údolí.
Dříve se mlýn podle svého majitele nazýval Pauleho mlýn. Při mlýnu byla postavena pila. Mlýn nefunguje, pořez dřeva funguje i v současnosti. Pod bývalým mlýnem se u řeky nachází pension a autocamp Blanický Mlýn, který byl původně postaven Státním statkem Volary jako dětský rekreační tábor. Nedaleko kempu se na pravém břehu řeky nachází hydrologická stanice.
Měl zde chalupu muzikolog a dlouholetý předseda České hudební společnosti PhDr. Jiří Bajer, DrSc.